# Shogun (Dirk Henn)
Shogun ist ein Brettspiel von Dirk Henn. Es erschien 2006 bei Queen Games und wird von drei bis fünf Spielern ab einem empfohlenen Alter von zwölf Jahren gespielt. Ein Spiel dauert laut Herstellerangaben 90–120 Minuten, tendiert aber eher zu 240 Minuten. Shogun ist entwickelt worden aus dem nicht mehr erhältlichen Vorgängerspiel Wallenstein von Dirk Henn aus dem Jahre 2002.

## Geschichtliche Bedeutung des Namens
Der Shogun herrschte in Japan als kaiserlicher Feldherr. Er war vom Mittelalter bis zum 19. Jahrhundert in der japanischen Politik mächtiger als der Kaiser und ist der Namensgeber dieses Brettspieles.

## Ausstattung
EinheitenAlle Einheiten (Samurai) und sonstige Spielsteine sind aus Holz gefertigt.
WürfelturmZur Bestimmung der Kampfergebnisse wird ein besonderer Würfelturm eingesetzt, in den alle beteiligten Kampfeinheiten hineingeworfen werden. Alle Einheiten die unten aus dem Turm wieder herausfallen werden dabei als überlebende Einheiten einer Schlacht betrachtet und derjenige mit der überlegenen Anzahl an Einheiten entscheidet die jeweilige Schlacht für sich.
SpielbrettDas Spielbrett ist beidseitig bedruckt, wodurch 2 unterschiedliche Spielwelten (Sonne und Mond) zur Wahl stehen. Die Mondseite stellt dabei durch eine andere Einordnung der Provinzen in Regionen und Verteilung der Seewege eine taktisch anspruchsvollere Variante dar.